# Coppa dei Campioni 1992-1993 (pallavolo maschile)
La Coppa dei Campioni di pallavolo maschile 1992-1993, organizzata dalla Confédération Européenne de Volleyball (CEV), è stata la 34ª edizione del massimo torneo pallavolistico europeo.
La vittoria finale è andata per la seconda volta consecutiva al Porto Ravenna.

## Squadre partecipanti
| - Halkbank - Zellik VB - Dinamo Bucarest - Šachtar - Aib Ben Gym Scif Erevan - Holte IF - Kaposvár - Kungälvs | - LEKA - Calvo Sotelo - Sporting Lisbona - Losanna UC - Mamer - Maribor - Hapoël Mateh Asher - Moerser | - AZS Olsztyn - Pafiakos - Parma - Olympiakos - Olymp Praha - Porto Ravenna - Radiotechnik Riga | - Avtomobilist - Levski-Spartak - Tirana - Görz 33 - Morena Vilnius - HAOK Mladost - De Zevenklappers |

## Torneo

### Turno preliminare

#### Andata
| 3 ottobre 1992 Pafo Durata: ? - Spettatori: ?                    | Pafiakos                | 1 - 3 | Hapoël Mateh Asher | 15-13, 12-15, 12-15, 4-15       |
| 3 ottobre 1992 Vienna Durata: ? - Spettatori: ?                  | Görz 33                 | 3 - 0 | Mamer              | 15-4, 15-3, 15-3                |
| 3 ottobre 1992 Maribor Durata: ? - Spettatori: ?                 | Maribor                 | 3 - 1 | Losanna UC         | 13-15, 15-13, 15-13, 15-13      |
| 3 ottobre 1992 Tirana Durata: ? - Spettatori: ?                  | Tirana                  | 0 - 3 | Kaposvár           | 5-15, 14-16, 8-15               |
| 3 ottobre 1992 Vilnius Durata: ? - Spettatori: ?                 | Morena Vilnius          | 2 - 3 | Kungälvs           | 6-15, 15-13, 8-15, 15-13, 11-15 |
| 3 ottobre 1992 Erevan Durata: ? - Spettatori: ?                  | Aib Ben Gym Scif Erevan | 0 - 3 | Šachtar            | non giocata                     |
| 3 ottobre 1992 Zevenhuizen-Moerkapelle Durata: ? - Spettatori: ? | De Zevenklappers        | 0 - 3 | Sporting Lisbona   | 12-15, 13-15, 8-15              |

#### Ritorno
| 10 ottobre 1992 Mateh Asher Durata: ? - Spettatori: ? | Hapoël Mateh Asher | 3 - 0 | Pafiakos                | 15-5, 15-12, 15-12        |
| 10 ottobre 1992 Mamer Durata: ? - Spettatori: ?       | Mamer              | 1 - 3 | Görz 33                 | 7-15, 15-8, 4-15, 11-15   |
| 10 ottobre 1992 Losanna Durata: ? - Spettatori: ?     | Losanna UC         | 3 - 1 | Maribor                 | 15-12, 12-15, 15-12, 15-4 |
| 10 ottobre 1992 Kaposvár Durata: ? - Spettatori: ?    | Kaposvár           | 3 - 0 | Tirana                  | 15-12, 15-12, 15-1        |
| 10 ottobre 1992 Kungälv Durata: ? - Spettatori: ?     | Kungälvs           | 3 - 0 | Morena Vilnius          | 15-13, 15-10, 15-7        |
| 10 ottobre 1992 Donec'k Durata: ? - Spettatori: ?     | Šachtar            | 3 - 0 | Aib Ben Gym Scif Erevan | non giocata               |
| 10 ottobre 1992 Lisbona Durata: ? - Spettatori: ?     | Sporting Lisbona   | 0 - 3 | De Zevenklappers        | 5-15, 13-15, 10-15        |

#### Squadre qualificate
| - Šachtar - Kaposvár - Kungälvs - Losanna UC | - Hapoël Mateh Asher - Görz 33 - De Zevenklappers |

### Primo turno

#### Andata
| 7 novembre 1992 Mateh Asher Durata: ? - Spettatori: ? | Hapoël Mateh Asher | 3 - 2 | Levski-Spartak   | 15-9, 8-15, 15-3, 13-15, 16-14    |
| 7 novembre 1992 Asse Durata: ? - Spettatori: ?        | Zellik VB          | 3 - 0 | Görz 33          | 15-5, 15-9, 15-2                  |
| 7 novembre 1992 Bucarest Durata: ? - Spettatori: ?    | Dinamo Bucarest    | 3 - 0 | Losanna UC       | 15-10, 15-10, 15-7                |
| 7 novembre 1992 Riga Durata: ? - Spettatori: ?        | Radiotechnik Riga  | 3 - 0 | Kaposvár         | 15-3, 15-10, 15-5                 |
| 7 novembre 1992 Olsztyn Durata: ? - Spettatori: ?     | AZS Olsztyn        | 2 - 3 | LEKA             | 15-12, 10-15, 13-15, 15-12, 13-15 |
| 7 novembre 1992 Kungälv Durata: ? - Spettatori: ?     | Kungälvs           | 0 - 3 | HAOK Mladost     | 13-15, 9-15, 14-16                |
| 7 novembre 1992 Donec'k Durata: ? - Spettatori: ?     | Šachtar            | 3 - 0 | De Zevenklappers | 15-10, 15-12, 15-12               |
| 7 novembre 1992 Praga Durata: ? - Spettatori: ?       | Olymp Praha        | 3 - 2 | Halkbank         | 15-11, 9-15, 15-9, 4-15, 20-18    |

#### Ritorno
| 14 novembre 1992 Sofia Durata: ? - Spettatori: ?                   | Levski-Spartak   | 3 - 0 | Hapoël Mateh Asher | 15-13, 15-4, 15-5         |
| 14 novembre 1992 Vienna Durata: ? - Spettatori: ?                  | Görz 33          | 1 - 3 | Zellik VB          | 10-15, 15-8, 11-15, 14-16 |
| 14 novembre 1992 Losanna Durata: ? - Spettatori: ?                 | Losanna UC       | 3 - 1 | Dinamo Bucarest    | 12-15, 15-8, 15-6, 17-15  |
| 14 novembre 1992 Kaposvár Durata: ? - Spettatori: ?                | Kaposvár         | 0 - 3 | Radiotechnik Riga  | 10-15, 7-15, 5-15         |
| 14 novembre 1992 Kuopio Durata: ? - Spettatori: ?                  | LEKA             | 3 - 0 | AZS Olsztyn        | 16-14, 15-12, 15-6        |
| 14 novembre 1992 Zagabria Durata: ? - Spettatori: ?                | HAOK Mladost     | 3 - 0 | Kungälvs           | 15-6, 15-6, 15-7          |
| 14 novembre 1992 Zevenhuizen-Moerkapelle Durata: ? - Spettatori: ? | De Zevenklappers | 3 - 1 | Šachtar            | 16-14, 11-15, 15-11, 15-6 |
| 14 novembre 1992 Ankara Durata: ? - Spettatori: ?                  | Halkbank         | 3 - 0 | Olymp Praha        | 15-6, 15-1, 15-9          |

#### Squadre qualificate
| - Halkbank - Zellik VB - Dinamo Bucarest - Šachtar | - LEKA - Radiotechnik Riga - Levski-Spartak - HAOK Mladost |

### Secondo turno

#### Andata
| 5 dicembre 1992 Atene (Stadio della pace e dell'amicizia) Durata: ? - Spettatori: ? | Olympiakos        | 3 - 0 | Levski-Spartak  | 15-10, 15-9, 15-4  |
| 5 dicembre 1992 Asse Durata: ? - Spettatori: ?                                      | Zellik VB         | 3 - 0 | Holte IF        | 15-12, 15-4, 15-6  |
|                                                                                     | nessun avversario |       | Dinamo Bucarest |                    |
| 4 dicembre 1992 Riga Durata: ? - Spettatori: ?                                      | Radiotechnik Riga | 0 - 3 | Porto Ravenna   | 6-15, 4-15, 8-15   |
| 5 dicembre 1992 Parma Durata: ? - Spettatori: ?                                     | Parma             | 3 - 0 | LEKA            | 15-3, 15-7, 15-10  |
| 6 dicembre 1992 Zagabria Durata: ? - Spettatori: ?                                  | HAOK Mladost      | 3 - 0 | Avtomobilist    | 15-6, 15-11, 15-10 |
| 4 dicembre 1992 Moers Durata: ? - Spettatori: ?                                     | Moerser           | 3 - 0 | Šachtar         | 15-11, 15-7, 15-4  |
| 6 dicembre 1992 Ankara Durata: ? - Spettatori: ?                                    | Halkbank          | 3 - 0 | Calvo Sotelo    | 15-7, 15-7, 15-8   |

#### Ritorno
| 12 dicembre 1992 Sofia Durata: ? - Spettatori: ?           | Levski-Spartak  | 1 - 3 | Olympiakos        | 13-15, 17-15, 15-17, 10-15        |
| 13 dicembre 1992 Holte Durata: ? - Spettatori: ?           | Holte IF        | 0 - 3 | Zellik VB         | 16-17, 11-15, 13-15               |
|                                                            | Dinamo Bucarest |       | nessun avversario |                                   |
| 6 dicembre 1992 Ravenna Durata: ? - Spettatori: ?          | Porto Ravenna   | 3 - 2 | Radiotechnik Riga | 15-12, 15-10, 12-15, 11-15, 15-11 |
| 13 dicembre 1992 Kuopio Durata: ? - Spettatori: ?          | LEKA            | 1 - 3 | Parma             | 10-15, 14-16, 15-12, 15-17        |
| 12 dicembre 1992 San Pietroburgo Durata: ? - Spettatori: ? | Avtomobilist    | 3 - 1 | HAOK Mladost      | 15-12, 15-12, 11-15, 15-5         |
| 6 dicembre 1992 Donec'k Durata: ? - Spettatori: ?          | Šachtar         | 0 - 3 | Moerser           | 14-16, 14-16, 8-15                |
| 13 dicembre 1992 Las Palmas Durata: ? - Spettatori: ?      | Calvo Sotelo    | 3 - 0 | Halkbank          | 15-1, 15-9, 15-5                  |

#### Squadre qualificate
| - Zellik VB - Dinamo Bucarest - Calvo Sotelo - Moerser | - Parma - Olympiakos - Porto Ravenna - HAOK Mladost |

### Fase a gironi

#### Girone A

##### Risultati
| 13 gennaio 1993 Parma Durata: ? - Spettatori: ?       | Parma        | 3 - 0 | Calvo Sotelo | 15-6, 15-11, 15-1                |
| 13 gennaio 1993 Zagabria Durata: ? - Spettatori: ?    | HAOK Mladost | 1 - 3 | Zellik VB    | 15-5, 14-16, 11-15, 3-15         |
| 20 gennaio 1993 Las Palmas Durata: ? - Spettatori: ?  | Calvo Sotelo | 3 - 2 | Zellik VB    | 11-15, 15-5, 8-15, 15-1, 17-15   |
| 20 gennaio 1993 Parma Durata: ? - Spettatori: ?       | Parma        | 3 - 0 | HAOK Mladost | 15-9, 15-2, 15-8                 |
| 27 gennaio 1993 Zagabria Durata: ? - Spettatori: ?    | HAOK Mladost | 3 - 0 | Calvo Sotelo | 15-13, 15-10, 15-5               |
| 27 gennaio 1993 Asse Durata: ? - Spettatori: ?        | Zellik VB    | 0 - 3 | Parma        | 5-15, 12-15, 8-15                |
| 10 febbraio 1993 Asse Durata: ? - Spettatori: ?       | Zellik VB    | 3 - 1 | Calvo Sotelo | 15-9, 15-5, 11-15, 15-7          |
| 10 febbraio 1993 Zagabria Durata: ? - Spettatori: ?   | HAOK Mladost | 3 - 2 | Parma        | 12-15, 7-15, 15-3, 15-9, 15-13   |
| 17 febbraio 1993 Las Palmas Durata: ? - Spettatori: ? | Calvo Sotelo | 3 - 1 | HAOK Mladost | 13-15, 15-12, 15-1, 15-7         |
| 17 febbraio 1993 Parma Durata: ? - Spettatori: ?      | Parma        | 3 - 1 | Zellik VB    | 15-9, 15-5, 14-16, 15-6          |
| 24 febbraio 1993 Las Palmas Durata: ? - Spettatori: ? | Calvo Sotelo | 3 - 0 | Parma        | 15-13, 15-8, 15-13               |
| 24 febbraio 1993 Asse Durata: ? - Spettatori: ?       | Zellik VB    | 3 - 2 | HAOK Mladost | 15-13, 5-15, 13-15, 15-13, 15-13 |

##### Classifica
| Pos | Squadra      | Pt | G | V | P | SV | SP | Ratio | PF  | PS  | Ratio |
| --- | ------------ | -- | - | - | - | -- | -- | ----- | --- | --- | ----- |
| 1   | Parma        | 10 | 6 | 4 | 2 | 14 | 7  | 2     | 283 | 207 | 1,367 |
| 2   | Zellik VB    | 9  | 6 | 3 | 3 | 12 | 13 | 0,923 | 282 | 318 | 0,887 |
| 3   | Calvo Sotelo | 9  | 6 | 3 | 3 | 10 | 12 | 0,833 | 251 | 266 | 0,944 |
| 4   | HAOK Mladost | 8  | 6 | 2 | 4 | 10 | 14 | 0,714 | 275 | 300 | 0,917 |

#### Girone B

##### Risultati
| 13 gennaio 1993 Atene (Stadio della pace e dell'amicizia) Durata: ? - Spettatori: ?  | Olympiakos      | 3 - 0 | Dinamo Bucarest | 15-7, 15-10, 15-11             |
| 13 gennaio 1993 Ravenna Durata: ? - Spettatori: ?                                    | Porto Ravenna   | 3 - 0 | Moerser         | 15-5, 15-7, 15-11              |
| 20 gennaio 1993 Bucarest Durata: ? - Spettatori: ?                                   | Dinamo Bucarest | 0 - 3 | Moerser         | 10-15, 11-15, 5-15             |
| 20 gennaio 1993 Atene (Stadio della pace e dell'amicizia) Durata: ? - Spettatori: ?  | Olympiakos      | 1 - 3 | Porto Ravenna   | 15-8, 4-15, 12-15, 8-15        |
| 27 gennaio 1993 Ravenna Durata: ? - Spettatori: ?                                    | Porto Ravenna   | 3 - 0 | Dinamo Bucarest | 15-9, 15-10, 16-14             |
| 27 gennaio 1993 Moers Durata: ? - Spettatori: ?                                      | Moerser         | 0 - 3 | Olympiakos      | 8-15, 11-15, 14-16             |
| 10 febbraio 1993 Bucarest Durata: ? - Spettatori: ?                                  | Dinamo Bucarest | 1 - 3 | Porto Ravenna   | 12-15, 15-8, 13-15, 9-15       |
| 10 febbraio 1993 Atene (Stadio della pace e dell'amicizia) Durata: ? - Spettatori: ? | Olympiakos      | 3 - 1 | Moerser         | 13-15, 15-13, 16-14, 15-9      |
| 17 febbraio 1993 Bucarest Durata: ? - Spettatori: ?                                  | Dinamo Bucarest | 2 - 3 | Olympiakos      | 17-15, 8-15, 4-15, 16-14, 4-15 |
| 17 febbraio 1993 Moers Durata: ? - Spettatori: ?                                     | Moerser         | 2 - 3 | Porto Ravenna   | 15-10, 11-15, 15-7, 5-15, 9-15 |
| 24 febbraio 1993 Moers Durata: ? - Spettatori: ?                                     | Moerser         | 3 - 0 | Dinamo Bucarest | 15-10, 15-8, 15-8              |
| 24 febbraio 1993 Ravenna Durata: ? - Spettatori: ?                                   | Porto Ravenna   | 3 - 0 | Olympiakos      | 15-7, 15-6, 15-9               |

##### Classifica
| Pos | Squadra         | Pt | G | V | P | SV | SP | Ratio | PF  | PS  | Ratio |
| --- | --------------- | -- | - | - | - | -- | -- | ----- | --- | --- | ----- |
| 1   | Porto Ravenna   | 12 | 6 | 6 | 0 | 18 | 4  | 4,5   | 304 | 221 | 1,376 |
| 2   | Olympiakos      | 10 | 6 | 4 | 2 | 13 | 9  | 1,444 | 285 | 259 | 1,1   |
| 3   | Moerser         | 8  | 6 | 2 | 4 | 9  | 12 | 0,75  | 252 | 264 | 0,955 |
| 4   | Dinamo Bucarest | 6  | 6 | 0 | 6 | 3  | 18 | 0,167 | 211 | 308 | 0,685 |

#### Squadre qualificate
| - Parma - Olympiakos | - Porto Ravenna - Zellik VB |

### Finale a quattro
|  | Semifinali    | Semifinali    | Semifinali |       |               | Finale             | Finale             | Finale             |  |
|  |               |               |            |       |               |                    |                    |                    |  |
|  | Porto Ravenna | Porto Ravenna | 3          |       |               |                    |                    |                    |  |
|  | Porto Ravenna | Porto Ravenna | 3          |       |               |                    |                    |                    |  |
|  | Zellik VB     | Zellik VB     | 1          |       |               |                    |                    |                    |  |
|  | Zellik VB     | Zellik VB     | 1          |       | Porto Ravenna | Porto Ravenna      | 3                  |                    |  |
|  |               |               |            |       | Porto Ravenna | Porto Ravenna      | 3                  |                    |  |
|  |               |               | Parma      | Parma | 0             |                    |                    |                    |  |
|  | Parma         | Parma         | Parma      | Parma | 0             | 3                  |                    |                    |  |
|  | Parma         | Parma         |            |       |               | 3                  |                    |                    |  |
|  | Olympiakos    | Olympiakos    | 1          |       |               | Finale terzo posto | Finale terzo posto | Finale terzo posto |  |
|  | Olympiakos    | Olympiakos    | 1          |       |               |                    |                    |                    |  |
|  |               |               |            |       |               |                    |                    |                    |  |
|  |               |               |            |       |               | Zellik VB          | Zellik VB          | 0                  |  |
|  |               |               |            |       |               | Zellik VB          | Zellik VB          | 0                  |  |
|  |               |               |            |       |               | Olympiakos         | Olympiakos         | 3                  |  |

#### Semifinali
| 11 marzo 1993 Atene (Stadio della pace e dell'amicizia) Durata: ? - Spettatori: ? | Porto Ravenna | 3 - 1 | Zellik VB  | 15-6, 5-15, 15-12, 15-7 |
| 11 marzo 1993 Atene (Stadio della pace e dell'amicizia) Durata: ? - Spettatori: ? | Parma         | 3 - 1 | Olympiakos | 15-7, 15-6, 14-16, 15-8 |

#### Finale 3º posto
| 12 marzo 1993 Atene (Stadio della pace e dell'amicizia) Durata: ? - Spettatori: ? | Olympiakos | 3 - 0 | Zellik VB | 15-9, 15-9, 15-4 |

#### Finale
| 12 marzo 1993 Atene (Stadio della pace e dell'amicizia) Durata: ? - Spettatori: ? | Porto Ravenna | 3 - 0 | Parma | 17-16, 15-13, 15-12 |